# Асатрян, Айкануш
Айкануш Aсатрян (21 декабря 1914, Эривань — 4 февраля 1997, Ереван) — армянская танцовщица, балерина.

## Биография
Родилась 21 декабря 1914 года в Эривани.
Работала в Ансамбле народной песни и пляски Армении (1938—1940 гг.), в Государственный академический театр оперы и балета имени А. Спендиарова (балерина корифейка)․ Умерла в 4 февраля 1997 года в Ереване, похоронена на кладбище Шаумяна-2.

## Роли

### Государственный Академический театр оперы и балеты имени А. Спендиарова
- Соло танец Лекури в опере «Кето и Коте» композитора В. Долидзе
- Мать в балете «Жизель» композитора А. Адана
- Королева в балете «Лебединое озеро» композитора П. Чайковского
- Мать в балете «Гаяне» композитора А. Хачатуряна
- Танец феи в балете «Вальпургиевская ночь» композитора Ш. Гуно
- Служанка в балете «Бахчисарайский фонтан» композитора Б. Астафьева
- Сцена воскресения в опере «Ануш» композитора А. Тиграняна
- Опера «Алмаст» композитора А. Спендиарова
- Танец Оле в балете «Кармен» композитора Ш. Бизе
- Опера «Пиковая дама» композитора П. Чайковского
- Испанский танец в балете «Раймонда» композитора А. Глазунова
- Опера «Давид Бек» композитора А. Тиграняна
- Опера «Даиси» композитора Палиашвили
- Балет «Лакме» композитора Массне
- Опера «Аида» композитора Дж. Верди
- Мать обезьянки в балете «Доктор Айболит» композитора И. Морозова
- Балет «Риголетто» Верди
- Опера «Аршак ΙΙ» композитора Т. Чухаджяна
- Балет «Кот в сапогах»
- Опера «Евгений Онегин» композитора П. Чайковского
- Балет «Севан» композитора Григория Егиазаряна
- Опера «Самсон и Далила» композитора Камиля Сен-Санса.

## Фильмография
- «Анаит»
- «Храбрый Назар»

## Регалии
- Член союза Театральных Деятелей Армении
- Участница декады Армянского искусства и литературы в городе Москве (1956-й год), получила медали
- «За доблестный труд в Великой Отечественной Войне 1941—1945 гг.» (от имени Президиума Верховного Совета СССР)

## Статьи
- «Получая новые силы к работе» («Советская Армения» 1937 г. Ν195)